# Кето фон Ваберер

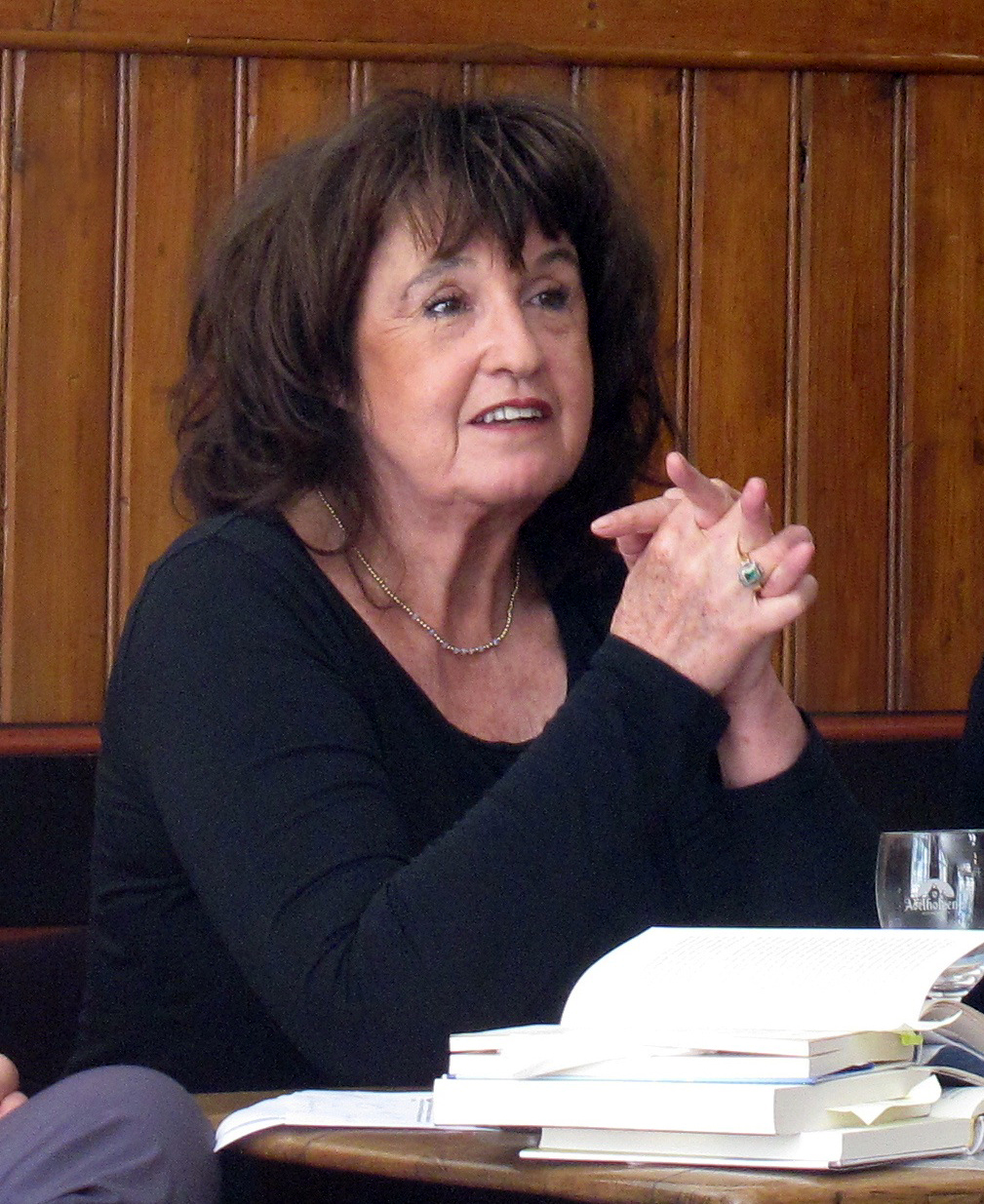
Кето фон Ваберер, читання в Мюнхені, 2012 рік

Кето фон Ваберер (нар. 24 лютого 1942, Аугсбург) ― німецька письменниця, перекладачка, архітекторка, журналістка та викладачка університету.

## Життєпис
Дочка німецького та болівійського архітекторів, провела дитинство в тирольському селі та відвідувала школу в інтернаті замку Шварценберг, де закінчила середню школу. Вивчала мистецтво та архітектуру в Мюнхені та Мехіко. Кілька років провела у Мексиці, де одружилася й народила двох дітей.
Після повернення до Німеччини працювала архітекторкою та власницею галереї. Як журналістка брала участь у Всесвітньому тижні в Цюриху. Сьогодні позаштатна письменниця, живе в Мюнхені. У 1995 році була запрошеною викладачкою в Ессенському університеті. Викладає творче письмо в Мюнхенському університеті телебачення і кіно з 1998 року.
Член PEN центру Німеччини з 1988 року.

## Діяльність
Кето фон Ваберер пише переважно прозу, її оповідання та романи часто є історіями кохання або відтворюють особисті переживання. Її цікавить психологічна обробка або витіснення переживань особистості. Вона також перекладає з англійської. У галузі наукової фантастики переклала твори Айри Левіна, Айзека Азімова, Джона Варлі, Олафа Степлдона, Роберта Сільверберга, Таніт Лі, Террі Карра та Тома Реймі.

## Праці
- Людина з озера, Кельн 1983 року
- Пагорб коника, Кельн 1984
- Таємний гнів рослин, Кельн 1985 року
- Блакитна вода для бою, Кельн 1987 року
- Тіньовий друг, Кельн 1988 року
- Фішвінтер, Кельн 1991 року
- Погані люди, Мюнхен 1993
- Пощастило полюбити печінкову ковбасу та інші кулінарні моменти, Кельн, 1996
- Саймон, Франкфурт-на-Майні, 1998
- Біле в очах ворога, Кельн 1999
- Таємниці делікатесу, Кельн 2000
- Сестра, Берлінер Ташенбухверлаг. Берлін 2004, ISBN 3-8333-0100-7.
- Обійми, Берлінське видавництво, Берлін 2007, 2007, ISBN 978-3-8270-0718-6.
- Дивні птахи пролітають, Берлін Верлаг, Берлін 2011 ISBN 978-3-8720-0995-1.
- Корова з моря та інші історії з чарівної землі, Гансер, Мюнхен 2011, ISBN 978-3-446-23805-3.
- Mingus, dtv, Мюнхен 2012, ISBN 978-3-423-24937-9.

### Видавчиня
- Стріла в серці, Кельн 1993 року

### Переклади
- Ілен Бекерман: Що не робити для любові!, Цюрих, 1998
- Леслі Фрівін: Марлен Дітріх, Мюнхен, 1979
- Гарольд Англійський: В останню хвилину, Мюнхен 1979 року
- Даніель Херн: Rabenschwarzer серпень, Мюнхен 1990 року
- Айра Левін: Жінки Степфорда, Мюнхен, 1994
- Вальтер Лорд: Титанічна катастрофа, Мюнхен, 1977
- Мануель Сільва Асеведо: Вовки і вівці, Мюнхен, 1989
- Даніела Стіл: Ніколи не прощайся, Мюнхен 1987 року
- Філліс Вітні: Кімната вежі, Бланвалет 1979
- Чжимей Чжан: Сто квітів, Мюнхен, 1997

## Нагороди та відзнаки
- 1983 Literaturförderungspreis der Stadt München
- 1988 Schwabinger Kunstpreis
- 1990 Märkisches Stipendium für Literatur
- 1992 Montblanc-Literaturpreis
- 1996 Ernst-Hoferichter-Preis
- 2011 Literaturpreis der Landeshauptstadt München